# Carretó de dues rodes

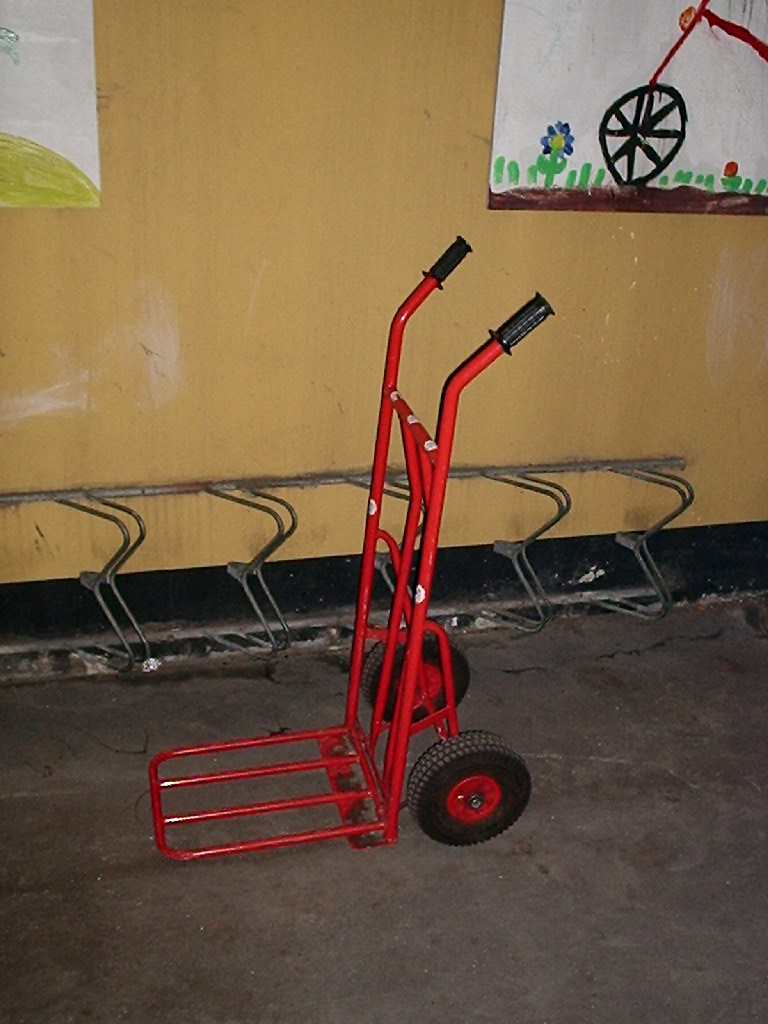
Carretó de dues rodes

Un carretó de dues rodes, és un carretó de mà amb forma de L amb dues nanses en un extrem, dues rodes a la base, amb una petita plataforma per col·locar objectes, que queda plana contra el terra quan el carretó està en posició vertical. Els objectes que s'han de transportar s'inclinen cap endavant, la plataforma s'insereix a sota d'ells i els objectes s'inclinen cap enrere i descansen sobre la plataforma. El carretó i els objectes s'inclinen cap enrere fins que el pes s'equilibra sobre les rodes, fent que els objectes voluminosos i pesats siguin més fàcils de moure. És una palanca de primer nivell com ho demostra la "barra de palanca" utilitzada als molls, als magatzems i al voltant de les estacions de ferrocarril durant l'era de les locomotores de vapor.

## Característiques

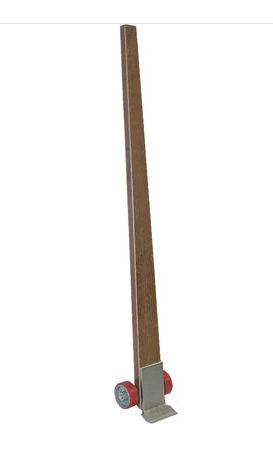
Una "barra de palanca" utilitzada als molls del ferrocarril de vapor.

Els carretons de dues rodes s'utilitzaven originàriament al segle XVIII per moure grans sacs d'espècies als molls per part de nois joves, a partir dels 11 anys, que no podien aixecar els grans sacs a l'esquena. Mitjançant aquest mètode podien treballar tant bé com els homes adults transportant sacs i fardells. Més tard, aquests carretons es van modificar per utilitzar-los en molts tipus diferents indústries, com la cervesera, on el llúpol es traslladava en sacs i en les empreses de mudances que podien transportar càrregues pesades emprant carretons de dues rodes o també de quatre.
Els carretons de dues rodes es fabriquen amb molts tipus diferents de materials, com ara tubs d'acer, tubs d'alumini, extrusió d'alumini i plàstics d'alt impacte. La majoria de carretons de dues rodes comercials que s'utilitzen per al lliurament de begudes i serveis d'alimentació són resistents i molt lleugers. Normalment, es construeixen a partir de dues baranes laterals de canal d'alumini extruït i peces d'alumini fos o magnesi. Una regla general és que la punta del peu o el morro del carretó ha de ser almenys un terç de la longitud de la càrrega.

## Tipus

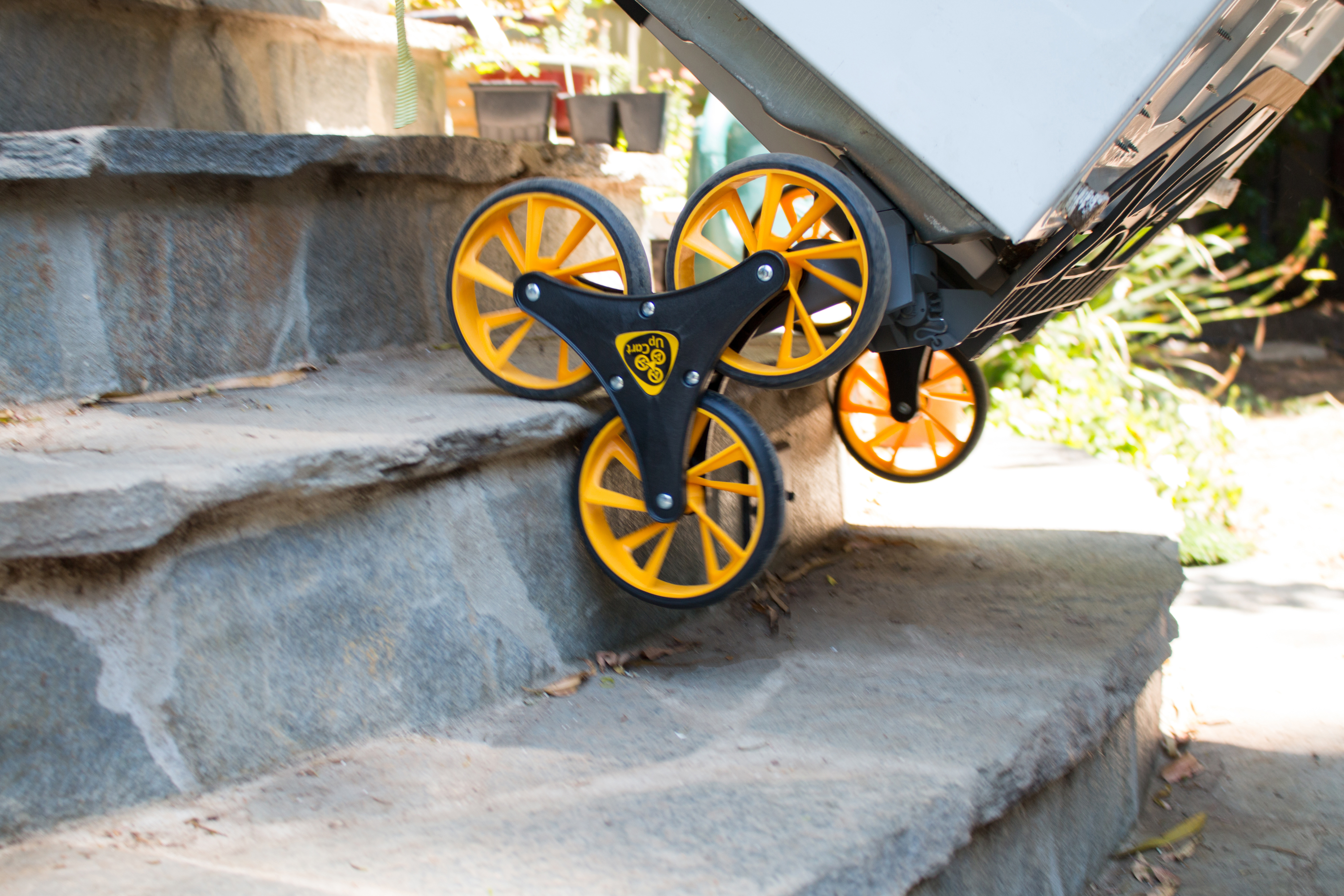
Exemple de rodes per pujar escales per a carretons de dues rodes

Algunes de les opcions que poden diferenciar als carretons de dues rodes són els tipus de rodes, el pujaescales, el tipus de mànec i la mida de les rodes.
Alguns carretons de dues rodes estan equipats amb rodes pujaescales, que, com el seu nom indica, estan dissenyades per pujar i baixar escales. Aquests carretons per pujar escales tenen tres rodes a cada costat que sempre estan en contacte amb les escales per a una major estabilitat. Les rodes escaladores de vegades poden ser problemàtiques quan s'intenta girar sobre un terreny pla, ja que sempre quatre rodes estaran en contacte amb el terra, en una posició fixa.
Altres aspectes a tenir en compte han de ser la forma de la càrrega en comparació amb la forma del respatller, per exemple, les càrregues cilíndriques s'han de situar en respatllers corbats, i les condicions ambientals en què funcionarà el carretó de dues rodes. Per exemple, en terrenys solts o irregulars, les rodes de grans dimensions són un gran avantatge; Es poden utilitzar pneumàtics farcits d'escuma sòlids o a prova de punxada quan les punxades puguin desinflar els pneumàtics.

## Carretons per a pianos
Un carretó per a pianos és un tipus de carretó de dues rodes dissenyat per moure un piano vertical sense danyar-lo. A diferència d'un dolly tradicional, que gira al voltant d'una roda o punt més petit, el carretó de piano té grans seccions corbes per inclinar suaument un piano vertical fins que quedi estirat sobre la part posterior.
Els carretons de dues rodes de vegades s'utilitzen com a carros d'equipatge pels portadors a les estacions de tren i els skycaps als aeroports.